# 金同志飞起来
金同志飞起来是2012年的一部由朝鲜、英国、比利时合拍的浪漫喜剧片。影片在朝鲜首都平壤取景拍摄，讲述28岁女矿工金永美（김영미）克服困难，最终实现梦想，成为高空杂技演员的故事。电影制作团队中包括朝鲜、中国、英国、比利时等国的工作人员。